# トランジション・タウン
トランジション・タウン（英語：Transition town）は、トランジション・ネットワークの価値によって支えられた地域グループを作ることで、石油ピークや気候変動、経済的不安定からの回復をめざす草の根のコミュニティ活動である。
2006年、イギリスデボン州のトットネスという街で、パーマカルチャーや自然建築の教師をしていたロブ・ホプキンスによって始められた。

## 歴史

### 語源
「トランジション・タウン」という呼称は、ルイーズ・ルーニーとキャサリン・デュンにより作られた造語で、「トランジション」とは、「移行」を意味する英語（Transition）。「エネルギーを大量に消費する脆弱な社会」から、「適正な量のエネルギーを使いながら、地域の人々が協力し合う柔軟にして強靭な社会、持続可能な社会」への移行を意味すると、トランジション・ジャパンでは説明している。
日本ではトランジション・タウンを略して「TT」と書くことが多い。

### トランジション・イニシアティブの誕生
パーマカルチャー・デザイナーのロブ・ホプキンスは、教鞭をとっていたキンセール教育大学で、パーマカルチャーの原理を石油ピークの概念に応用する課題を学生に与え、それが「キンセールのエネルギー消費下降・現象への実行計画」としてまとめられた。これはエネルギー生産・健康・教育・経済・農業分野において、地域の持続可能な将来へのロードマップとして全面的な創造的改造を目標にしたものであった。
このレポートを、ルイーズ・ルーニーとキャサリン・デュンという二人の学生が、トランジション・タウンという概念に発展させ、町議会に提示、町議たちはこのプランを採用し、エネルギーの自立に向けて街を動かすこととなった。
その後　ロブ・ホプキンスは、故郷であるイギリス南部の小さな街・トットネスに移住し、トランジション・タウンの概念を更に推し進め、世界中のどんな多様な地域にも応用できるトランジション・モデルへと発展させた。2006年、トランジション・タウン・トットネスが、最初の「トランジション・イニシアチブ」となった。

### トランジション・ネットワーク
トランジション・ネットワークは、2006年の後半から2007年初頭にかけて、イギリス人パーマカルチャー教師のロブ・ホプキンスによりイギリスの慈善団体として創設された。トランジション・ネットワークの役割は、トランジション・モデルの概念を広め、またトランジション・イニシアチブに関わる人々のトレーニングとサポートを行うことである。草の根イニシアチブが互いにネットワークし合えるように援助もおこなっている。
日本においては、NPO法人トランジション・ジャパン（神奈川県相模原市）が設立されている。

### 日本への紹介
2008年3月、イギリスのエコビレッジ、フィンドフォーンで暮らしていた榎本英剛が、日本への帰国を前にして、ともにパーマカルチャーを学んだ仲間をフィンドホーンに招待した際にロブ・ホプキンスと面会した。ホプキンスのワークショップに参加した榎本と仲間は、トランジション・タウンの持つ循環型の地域づくりの考え方に賛同して帰国。神奈川県の藤野、葉山、東京の小金井の三か所で、日本ではじめてのトランジション・イニシアチブを開始した。

## トランジション・タウン活動の特徴
トランジション・タウンの活動は、もともと「石油ピーク」と「気候変動」、そして「世界的な財政危機」に対して、地域のコミュニティが持続可能で、地域住民の創造力や適応力、団結力を引き出してしなやかに対応できるつながりを作ってゆくことを目的としている。その実践は、生活のあらゆる局面にわたるとされるが、取り組む活動対象はメンバーの創意に委ねられる。